# Giancarlo Bergamini
Giancarlo Bergamini (2. srpna 1926 Milán, Itálie – 7. února 2020) byl italský sportovní šermíř, který se specializoval na šerm fleretem.
Itálii reprezentoval ve čtyřicátých a padesátých letech. Na olympijských hrách startoval v roce 1952 a 1956 v soutěži jednotlivců a družstev. V soutěži jednotlivců získal na olympijských hrách 1956 stříbrnou olympijskou medaili. V roce 1958 získal titul mistra světa v soutěži jednotlivců. S italským družstvem fleretistů vybojoval na olympijských hrách zlatou (1956) a stříbrnou (1952) olympijskou medaili. S družstvem získal dva tituly mistrů světa v letech 1954 a 1955.